# Sayuri Sugimoto
Pour les articles homonymes, voir Sugimoto.
Sayuri Sugimoto est une gymnaste rythmique japonaise, née le 25 janvier 1996 à Nagoya.

## Palmarès

### Championnats du monde
- Stuttgart 2015
  -  médaille de bronze en groupe 5 rubans

- Pesaro 2017
  -  médaille d'argent en groupe 3 cordes + 2 ballons
  -  médaille de bronze au concours général en groupe
  -  médaille de bronze en groupe 5 cerceaux

- Sofia 2018
  -  médaille d'argent en groupe 5 cerceaux

- Bakou 2019
  -  médaille d'or en groupe 5 ballons
  -  médaille d'argent au concours général en groupe
  -  médaille d'argent en groupe 3 cerceaux + 4 massues

- Kitakyushu 2021
  -  Médaille de bronze en groupe 5 ballons.
  -  Médaille de bronze en groupe 3 cerceaux + 4 massues.

### Championnats d'Asie
- Tachkent 2013
  -  médaille d'or en groupe 10 massues
  -  médaille d'argent au concours général en groupe
  -  médaille d'argent en groupe 3 ballons + 2 rubans

- Jecheon 2015
  -  médaille d'or en groupe 3 massues + 2 cerceaux
  -  médaille d'argent au concours général en groupe
  -  médaille d'argent en groupe 5 rubans

- Tachkent 2016
  -  médaille d'or au concours général en groupe
  -  médaille d'or en groupe 6 massues + 2 cerceaux
  -  médaille d'argent en groupe 5 rubans

- Astana 2017
  -  médaille d'or au concours général en groupe
  -  médaille d'or en groupe 5 cerceaux
  -  médaille d'or en groupe 3 ballons + 2 cordes